# Zona Centro (LIV)
La Zona Centro fue una de las 2 divisiones de equipos que formaron parte de la Liga Invernal Veracruzana. Hasta la temporada 2011-2012 estuvo integrada por 5 equipos, cuyas sedes se encontraban geográficamente más hacia la parte central del estado de Veracruz de Ignacio de la Llave de entre los 10 equipos que formaban parte de la liga.

## Historia
Fue creada, junto con la Zona Sur, para la temporada de 2005-2006, para que la LIV nombrara al campeón de cada temporada mediante una postemporada. En cada zona un equipo resultaría campeón de esta y se enfrentaría al campeón de la otra zona en una serie final, de la que saldría el campeón absoluto de la liga.

## EquiposTemporada 2011-2012
| Zona Centro                    |                          |                           |
| Equipo                         | Sede                     | Estadio                   |
| Cafeteros de Córdoba           | Córdoba, Veracruz        | "Beisborama"              |
| Chicataneros de Huatusco       | Huatusco, Veracruz       | Centenario                |
| Chileros de Xalapa             | Xalapa, Veracruz         | Deportivo Colón           |
| Gallos de Santa Rosa           | Ciudad Mendoza, Veracruz | Deportivo Esfuerzo Obrero |
| Indios Limoneros de Cuitláhuac | Cuitláhuac, Veracruz     | Facundo Moreno            |